# ماثيو بارنز-هومر
ماثيو بارنز-هومر (بالإنجليزية: Matthew Barnes-Homer) هو لاعب كرة قدم بريطاني في مركز الهجوم، ولد في 25 يناير 1986 في Dudley ‏ في المملكة المتحدة. شارك مع منتخب إنجلترا لكرة القدم C ‏. أما مع النوادي، فقد لعب مع فوريست غرين وفيرجينيا بيتش مارينرز وكامبريدج يونايتد وماكليسفيلد تاون ونادي ألدرشوت تاون ونادي أوسترسوند ونادي تاموورث ونادي روتشديل ونادي فارنبوروه ونادي كيدرمينستر هاريرز لكرة القدم ونادي لوتون تاون ونادي هدنسفورد تاون وويكمب وندررز.

## وصلات خارجية
- ماثيو بارنز-هومر على موقع قاعدة بيانات كرة القدم.إي يو (الإنجليزية)
- ماثيو بارنز-هومر على موقع Soccerbase.com (لاعب) (الإنجليزية)
- ماثيو بارنز-هومر على موقع Soccerway.com (الإنجليزية)